# Браніште (Данець, Долж)
Браніште (рум. Braniște) — село у повіті Долж в Румунії. Входить до складу комуни Данець.
Село розташоване на відстані 173 км на захід від Бухареста, 41 км на південний схід від Крайови.

## Населення
За даними перепису населення 2002 року у селі проживали 794 особи. Усі жителі села рідною мовою назвали румунську.
Національний склад населення села:
| Національність | Кількість осіб | Відсоток |
| -------------- | -------------- | -------- |
| румуни         | 787            | 99,1%    |
| цигани         | 7              | 0,9%     |